# Тредер, Александр Карлович
Алекса́ндр Ка́рлович Тре́дер (1823—1874) — русский архитектор, академик архитектуры Императорской Академии художеств.

## Биография
Вольноприходящий ученик Императорской Академии художеств (1838—1843). Звание неклассного художника (1843) за «проект губернаторского дома». Звание академика архитектуры (1852).
Известные постройки в Санкт-Петербурге:
- Доходный дом (перестройка). Жуковского ул., 47 (1858, 1872)[4]
- Доходный дом (надстройка и расширение). Лиговский пр., 38 (1876)[5]